# The Hangman
The Hangman is een Amerikaanse western uit 1959 onder regie van Michael Curtiz. In Nederland werd de film destijds uitgebracht onder de titel De beul.

## Verhaal
Een sheriff staat bekend als „de beul”, omdat hij de reputatie heeft om criminelen te vangen. Hij spoort een dief op in een klein stadje. Die dief is erg geliefd bij de inwoners van het stadje. Zij willen voorkomen dat hij wordt gevat.

## Rolverdeling
| Acteur                 | Personage        |
| ---------------------- | ---------------- |
| Robert Taylor          | Mackenzie Bovard |
| Tina Louise            | Selah Jennison   |
| Fess Parker            | Buck Weston      |
| Jack Lord              | Johnny Bishop    |
| Gene Evans             | Big Murph Murphy |
| Mickey Shaughnessy     | Al Cruse         |
| Shirley Harmer         | Kitty Bishop     |
| James Westerfield      | Herb Loftus      |
| Mabel Albertson        | Amy Hopkins      |
| Jose Gonzales-Gonzales | Pedro Alonso     |
| Betty Lynn             | Molly            |
| Lorne Greene           | Clum Cummings    |
| Richard Collier        | Receptionist     |